# Bruinisse
Bruinisse (seeländisch Brunisse oder Bru) ist ein Dorf in der niederländischen Provinz Zeeland, im äußersten Osten der Insel und in der gleichnamigen Gemeinde Schouwen-Duiveland. Es liegt ungefähr halbwegs zwischen den Städten Rotterdam und Vlissingen. Seine Einwohnerzahl lag im Januar 2024 bei 3.790 Personen.

## Geschichte
Bruinisse wurden als eines der letzten Gebiete auf der Insel Duiveland im Jahre 1467 von Adriaan van Borsele eingedeicht. Die Schlickflächen im Umland eigneten sich hervorragend für die Muschelzucht, so dass dieser Wirtschaftszweig (bis 1963) zusammen mit der Austernzucht zur wichtigen Einkommensquelle wurde. Im Fischereimuseum (Visserijmuseum in der Oudestraat) wird dieser Teil der Vergangenheit lebendig. Ein Teil der heutigen Muschelschiffflotte liegt im Hafen von Zijpe (Osthafen). In dem ehemaligen Anlaufhafen der Fähre zwischen Anna-Jacobapolder und Zijpe werden heute Muscheln in Hängekultur gezüchtet.
In Bruinisse sind 30 Fischereischiffe ansässig, sie und der Tourismus prägen den Ort. Auf dem Deich am Grevelingenmeer steht eine Plastik einer geöffneten Muschel. Die Hauptverkehrsanbindung ist der Rijksweg 59, der auf dem 1468 errichteten Deich im Nordosten von Bruinisse verläuft.
Bruinisse hat kaum historische Gebäude. Das Zentrum des Dorfes war einst ringförmig. Seit den Sturmfluten ist die alte Bebauung nicht mehr durchgehalten worden. Hauptsächliche Einnahmequelle ist der Fremdenverkehr und das Fischen von Muscheln. Bis 1997 war Bruinisse eine eigenständige Gemeinde.

## Schleuse

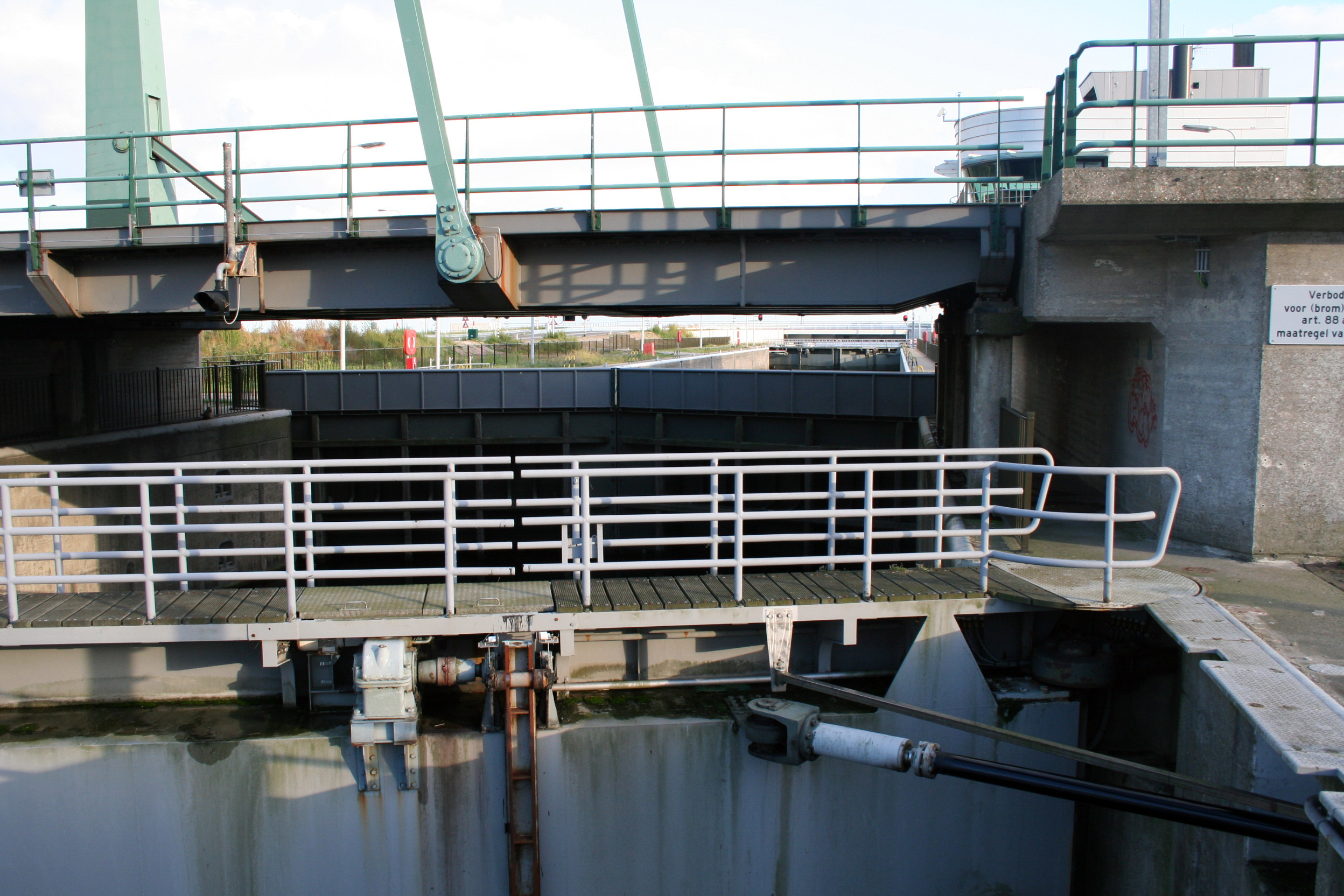
Schleuse am Rijksweg 59

In Bruinisse befindet sich eine Schleuse, durch die Schiffe zwischen dem tidenabhängigen Komplex der Oosterschelde und dem stagnanten Grevelingen pendeln können. Diese Schleuse sollte nicht verwechselt werden mit einer zweiten Schleuse im Grevelingendam, die gemeinsam mit einer Schleuse im gegenüberliegenden Brouwersdam dafür sorgt, dass der Salzgehalt im größten Salzwassersee Europas, dem Grevelingen, in etwa gleichbleibend bei 16 Promille Salzgehalt liegt. Das ist aus ökologischen Gründen heraus sinnvoll.
Diese beiden dem Spülen vorbehaltenen Schleusen wurden nachträglich gebaut, als man feststellen musste, dass der Niederschlagsüberhang den See immer mehr versüßte und damit das Ziel, einen Salzwassersee zu erhalten, nicht mehr gewährleistet war. Er drohte zu verbracken. Der See aber musste auf Grund eines lange diskutierten und durch viel wissenschaftliche Arbeit untermauerten Beschlusses des niederländischen Parlaments salzig bleiben.
Durch die Schleuse im Brouwersdam kann Seewasser mit 35 Promille eingelassen werden, durch die Spülschleuse im Grevelingendam wird eine entsprechende Menge an verbrackendem Wasser abgeführt.
Die Schifffahrtsschleuse in Bruinisse dagegen gleicht den Höhenunterschied zwischen dem Grevelingen und der Nordsee (Oosterschelde) aus, damit die Schiffe aus den Jachthäfen die Nordsee befahren können. Der Rijksweg 59 verläuft seit dem Jahr 2007 über zwei parallele Brücken, eine Schiebebrücke und eine Hebebrücke, so dass es an der Schleuse nicht zu Verkehrsbehinderungen kommt.
 Die beiden Spülschleusen im Brouwersdam bzw. Grevelingendam beeinträchtigen den Verkehrsfluss auf den Dämmen nicht. Sie sind von der Straße aus nicht zu sehen.
Das Dorf Bruinisse veranstaltet die Visserijdagen (Fischereitage), die jedes Jahr am 3. Juli-Wochenende stattfinden.

## Bilder

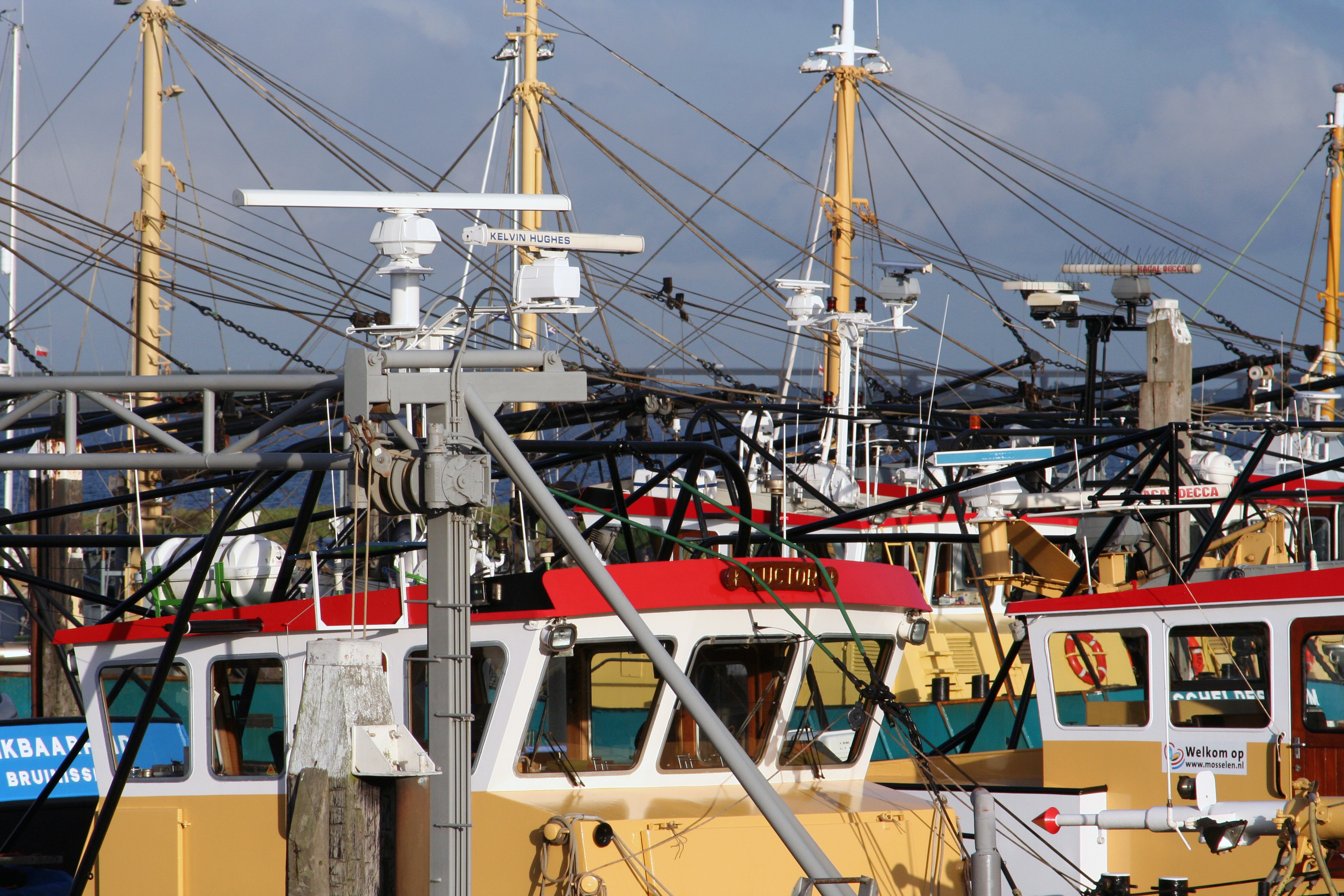
Fischkutter in Bruinisse
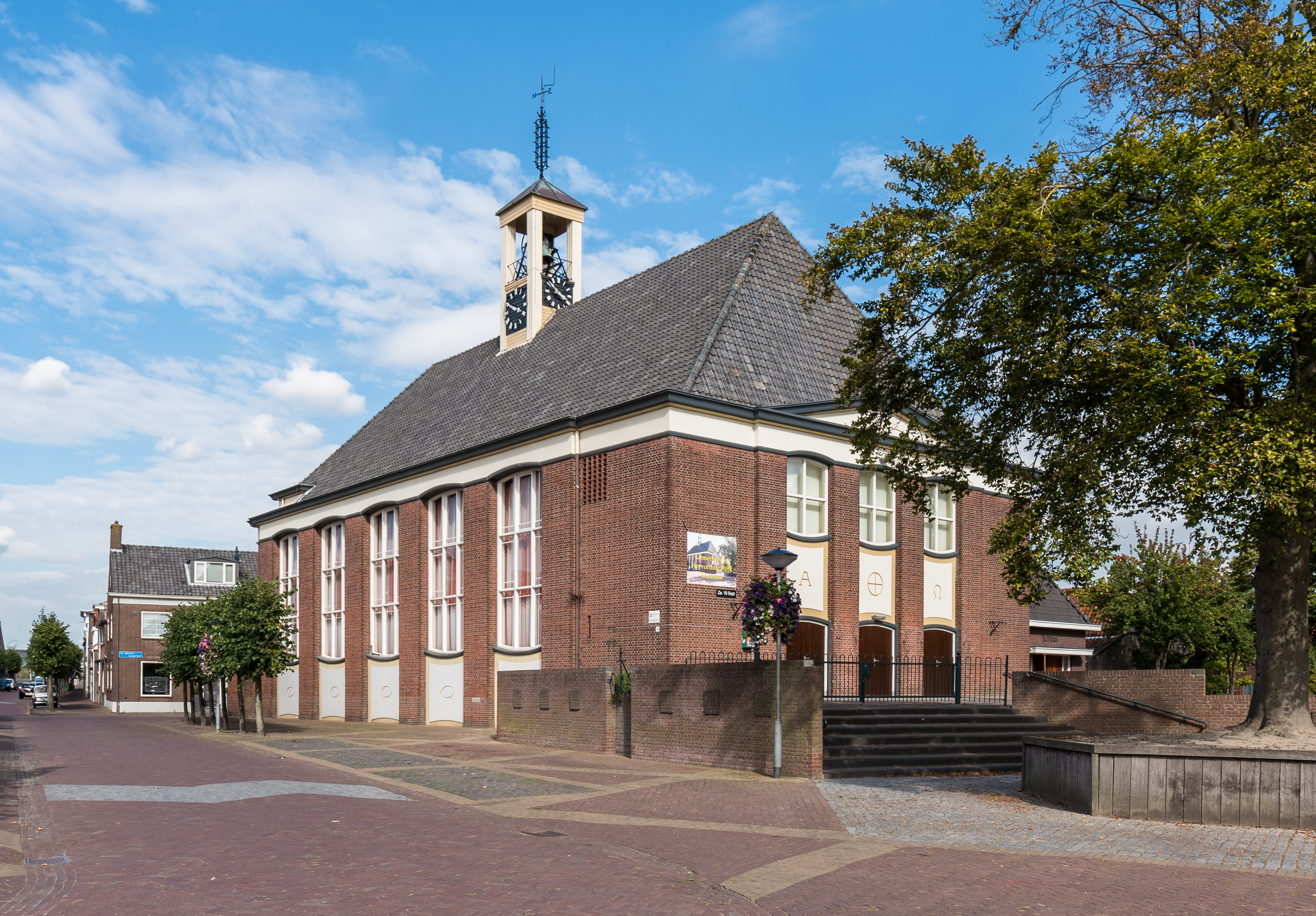
Hervormde Kerk im Zentrum von Bruinisse
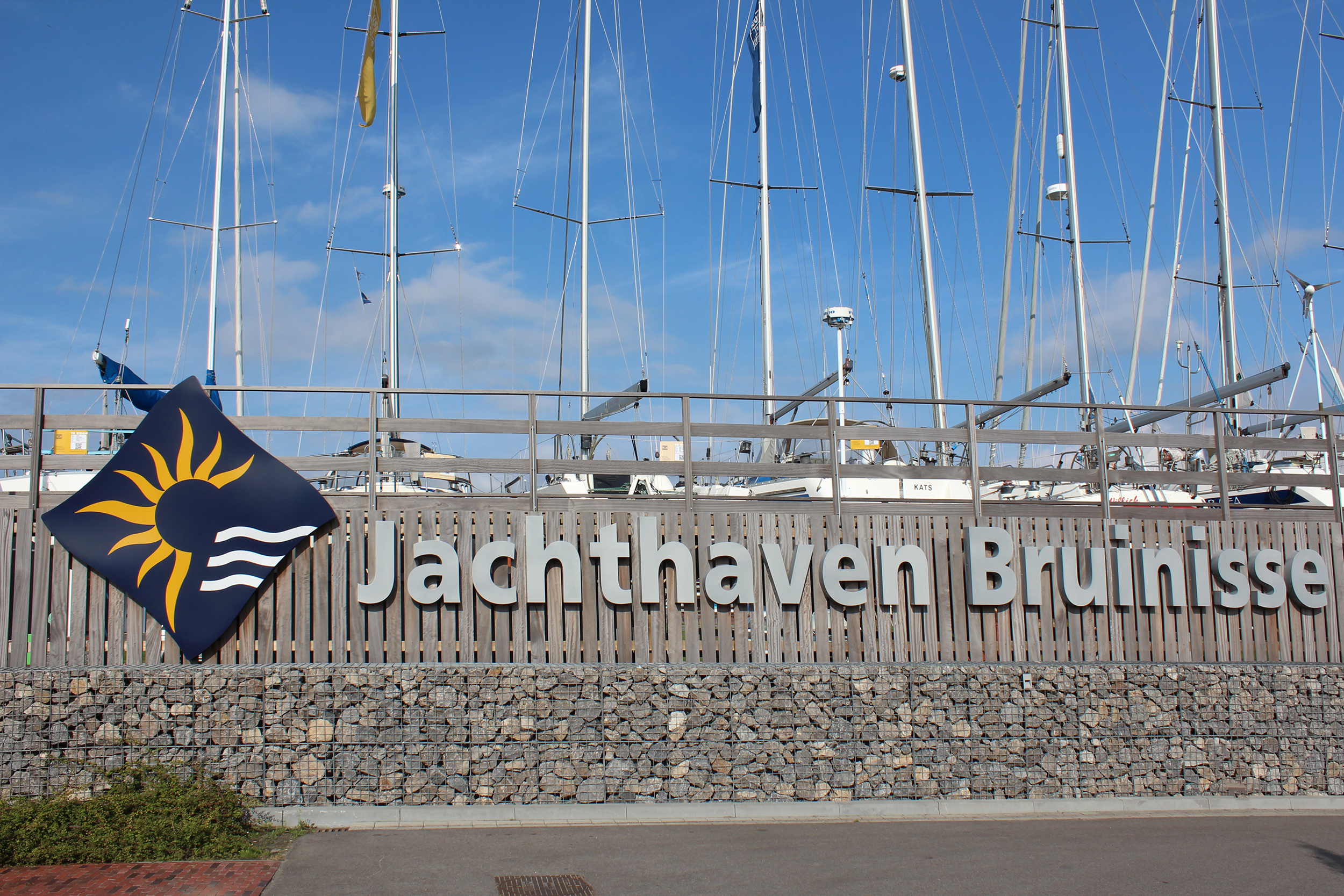
Jachthaven Bruinisse
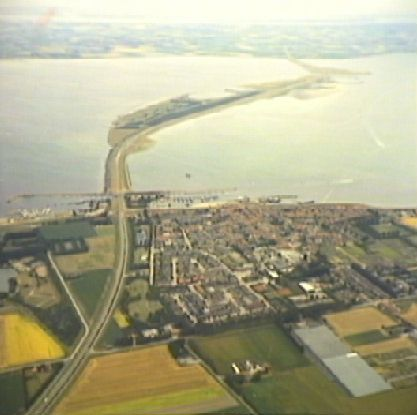
Der Grevelingendam bei Bruinisse

## Persönlichkeiten (Auswahl)
- Hugo de Jonge (* 1977), Politiker